# Кристофър Франк (писател)
 Тази статия е за писателя Кристофър Франк.  За за музиканта и композитора Кристофър Франк вижте Кристофър Франк (музикант).  
Кристофър Франк (на френски: Christopher Frank) е френски сценарист, режисьор, драматург и писател на произведения в жанра любовен роман.

## Биография и творчество
Кристофър Франк е роден на 12 декември 1942 г. в Бекънсфийлд, Бъкингамшър, Англия. Завършва средното си образование в Довил, Франция. През 1960 г. се връща в Англия и работи като сценичен техник и асистент Роджър Блин в театър „Роял Кърт“ в Лондон за постановката на Жан Жене „Негрите“. След завръщането си в Париж през 1962 г. работи като фотограф, журналист и преводач за прес-агенция.
Дебютира през 1967 г. с романа си „Mortelle“ (Смъртоносно), за който е удостоен с литературната награда „Хермес“. След написването на две пиеси през 1971 и 1972 г. е публикуван романа му „Американска нощ“, за който получава наградата „Ренодо“. Той е преведен на повече от 20 езика по света, и е екранизиран във филма „Най-важното нещо е да обичаш“на режисьора Анджей Зулавски.
През 1974 г. се насочва към киното, като пише сценарии за известни режисьори, а след 1982 г. сам започва да режисира филми. Първият му филм, направен по романа му „Josepha“, с участието на Миу-Миу, Клод Брасьор и Бруно Кремер, е удостоен с наградата „Сезар“ за добър първи филм.
Кристофър Франк умира от сърдечен удар на 20 ноември 1993 г. в Париж.

## Произведения

### Самостоятелни романи
- Mortelle (1967) – награда „Хермес“
- La Nuit américaine (1972) – награда „Ренодо“
Американска нощ, изд.: „Народна култура“, София (1990), прев. Радосвета Гетова
- La Mort de lord Chatterley (1974)
- Le Rêve du singe fou (1976)
- Josepha (1979)
- Le Chevalier et la Reine (1981)
- L'Année des méduses' (1984)
- Je ferai comme si je n'étais pas là (1989) – автобиографичен роман

### Пиеси
- La Mort de Lady Chatterley (1971)
- La Valse (1972)
- Adieu Supermac (1977)

### Сценарии
- Le Mouton enragé (1974) – за Мишел Девил
- L'important c'est d'aimer (1975) – за Анджей Зулавски, по романа „Американска нощ“
- Les Passagers (1977) – за Серж Лерой
- Attention, les enfants regardent (1977) – за Серж Лерой
- L'Homme pressé (1977) – за Едуар Молинаро
- La Dérobade (1979) – за Даниел Дювал
- Clair de femme (1979) – за Коста-Гаврас
- Трима мъже за убиване, Trois hommes à abattre (1980) – за Жак Дере
- Eaux profondes (1981) – за Мишел Девил
- Josepha (1981)
- Pour la peau d'un flic (1981) – за Ален Делон
- Une étrange affaire (1981) – за Пиер Грание-Дефер, награда „Сезар“ за най-добър адаптиран зценарий
- Le Battant (1983) – за Ален Делон
- Femmes de personne (1983)
- L'Année des méduses (1983)
- L'Ami de Vincent (1983) – за Пиер Грание-Дефер
- Cours privé (1986) – за Пиер Грание-Дефер
- Malone, un tueur en enfer (1987) – за Харли Кокелис
- Spirale (1987)
- L'Atlantide (1992) – за Боб Суем
- Elles n'oublient jamais (1993)

### Филмография

#### Кино
- 1982 Josepha – награда „Сезар“ за най-добър първи филм, по романа му
- 1984 Femmes de personne
- 1984 L'Année des méduses – по романа му
- 1987 Spirale
- 1994 Elles n'oublient jamais

#### Телевизия
- 1989 Adieu Christine
- 1990 La Seconde – по романа за френската писателка Колет
- 1990 Julie de Carneilhan – по романа за френската писателка Колет
- 1992 La Femme de l'amant